# 2195 Tengström
2195 Tengström este un asteroid din centura principală, descoperit pe 27 septembrie 1941, de Liisi Oterma.